# Евдаф Хен
Евдаф Старий (Eudaf Hen, в Гальфрида він зветься Октавій) − персонаж валлійських переказів, міфічний король Британії, батько принцеси Олени та батько (або дядько) Конана Меріадока. Деякі валлійські родоводи роблять його безпосереднім предком короля Артура.